# Scandix sylvestris
Scandix sylvestris är en flockblommig växtart som beskrevs av Lorenz Chrysanth von Vest. Scandix sylvestris ingår i släktet nålkörvlar, och familjen flockblommiga växter. Inga underarter finns listade i Catalogue of Life.